# Мигел Делибес
Мигел Делибес (на испански: Miguel Delibes) е испански журналист, редактор и писател на произведения в жанровете драма, исторически роман, пътепис и документалистика.
Той е сред най-значимите писатели в испанската литература след Гражданската война, удостоен е с множество награди.

## Биография и творчество
Мигел Делибес Сетиен е роден на 17 октомври 1920 г. във Валядолид, Испания. Той е третото от 8 деца в семейството на учител и директор на общински търговски колеж. Учи в художествено училище.
През 1938 г., по време на гражданската война, за да избегне насилствена мобилизация на фронта, постъпва във флота. Като доброволец служи на крайцера „Canarias“, който извършва операции в района на Майорка. Войната обаче го засяга силно и се отразява после в творбите му.
През 1939 г., в края на гражданската война, се завръща в родния си град и учи в Търговското училище. След това започва да учи право, а после учи в Училището по изкуства и занаяти във Валядолид, което му помага да подобри артистичните си умения.
През 1941 г. започва работа като карикатурист и колумнист, а по-късно и като журналист във вестник „El Norte de Castilla“ във Валядолид.
През 1942 г. получава диплома по търговия от Школата за висши търговски изследвания в Билбао. На следващата година получава катедра по търговско право и започва да преподава в Търговското училище във Валядолид.
На 23 април 1946 г. се жени за Анхелес де Кастро. Има 7 деца – Мигел, Ангелес, Герман, Елиса, Хуан, Адолфо, Камино.
След женитбата се насочва към писателската кариера. Първият му роман „La sombra del ciprés es alargada“ (Сянката на кипариса е дълга) е издаден през 1948 г. Той е високо оценен от критиката и получава наградата „Надал“.
През 1950 г., след епидемия от туберкулоза, е издаден романът му „Пътят“, в който историята е за дете, което изминава пътя на откриването на живота и опита, изправено пред напускане на провинцията и отиване в града. Творбата представлява окончателното посвещение на Делибес в следвоенния испански разказ. През 1963 г. книгата е екранизирана от режисьорката Ана Марискал.
През 1952 г. става заместник-редактор на вестник „El Norte de Castilla“, а през 1958 г. негов директор. Остава на поста до 1963 г., когато напуска зареди разногласия с министъра на информацията и туризма. Въпреки сблъсъците с цензурата като ръководител на вестника успява всяка година да издава по книга, а 60-те години са най-успешният му период.
През 1964 г. в продължение на 6 месеца е гост-професор в катедрата по чужди езици и литература в университета на Мериленд. След завръщането си пише и публикува през 1968 г. романа „Пет часа с Марио“, смятан за негов шедьовър. Историята е за жена, която цяла нощ бди над трупа на съпруга си, като изпълнява монолог, пълен със спомени за него.
На 1 февруари 1973 г. е избран за член на Кралската испанска академия. През същата година е избран за член на Испанското общество на Америка.
Голям познавач на фауната и флората на своята географска среда, запален по лова и селския свят, той е знаел как да улови в своите произведения всичко, свързано с Кастилия и лова от гледна точка на градски човек, но който не е загубил връзка със света.
На 22 ноември 1974 г. съпругата му Анхелес де Кастро почива на 50-годишна възраст, което дълбоко бележи писателя до края на живота му.
На 7 май 1990 г. е удостоен с почетната степен „доктор хонорис кауза“ от университета в Саарланд (Германия). На 30 май 1991 г. получава Националната награда за испанска литература за цялостното му творчество. През 1993 г. е удостоен с наградата „Мигел де Сервантес“.
Последният му роман „El hereje“ (Еретикът) от 1998 г. получава националната награда за литература и бележи края на писателската му кариера.
Мигел Делибес умира от рак на дебелото черво на 12 март 2010 г. във Валядолид. Той е кремиран и погребан в пантеона на прочутите мъже от Валядолид.

## Произведения

### Самостоятелни романи
- La sombra del ciprés es alargada (1948) – награда „Надал“
- Aún es de día (1949)
- El camino (1950)
Пътят, изд.: „Отечество“, (1985), прев. Лъчезар Мишев
- Mi idolatrado hijo Sisí (1953)
- Diario de un cazador (1955) – национална награда за литература
- Diario de un emigrante (1958)
- La hoja roja (1959) – награда на фондация „Хуан Март“
- Las ratas (1962) – награда на критиката
- Cinco horas con Mario (1966)
Пет часа с Марио, изд.: „Народна култура“, София (1974), прев. Валентина Рафаилова
- Parábola del náufrago (1969)
- El príncipe destronado (1973)
- Las guerras de nuestros antepasados (1975)
Войните на нашите деди, изд.: „Партиздат“, София (1980), прев. Стефан Савов
- El disputado voto del señor Cayo (1978)
За кого ще гласува сеньор Кайо?, изд.: „Народна култура“, София (1981), прев. Стефан Савов
- Los santos inocentes (1981)
- Cartas de amor de un sexagenario voluptuoso (1983)
- El tesoro (1985)
- Madera de héroe (1987) – награда на град Барселона
- Señora de rojo sobre fondo gris (1991)
- Diario de un jubilado (1995)
- El hereje (1998) – национална награда за литература

### Сборници
- El loco (1953)
- La partida (1954)
- Siestas con viento sur (1957) – награда „Фастенрат“
- Viejas historias de Castilla la Vieja (1964)
- La mortaja (1970)
- Tres pájaros de cuenta (1982)
Любовните писма на един шестнайсетгодишен сладострастник, изд.: „Народна култура“, София (1988), прев. Стефан Савов, Емилия Юлзари (избрани разкази от сборниците му)

### Пътеписи
- Un novelista descubre América (1956)
- Por esos mundos: Sudamérica con escala en las Canarias (1961)
- Europa: parada y fonda (1963)
- USA y yo (1966)
- La primavera de Praga (1968)
- Dos viajes en automóvil: Suecia y Países Bajos (1982)

### Книги за лов
- La caza de la perdiz roja (1963)
- El libro de la caza menor (1966)
- Con la escopeta al hombro (1970)
- La caza de España (1972)
- Alegrías de la caza (1977)
- Mis amigas las truchas (1977)
- Aventuras, venturas y desventuras de un cazador a rabo (1979)
- Las perdices del domingo (1981)
- Dos días de caza (1988)
- El último coto (1992)

### Екранизации
- 1963 El camino
- 1968 Pequeño estudio – тв сериал, 1 епизод
- 1975 Cuentos y leyendas – тв сериал, 1 епизод
- 1976 Retrato de familia – по романа „Mi idolatrado hijo Sisí“
- 1977 La guerra de papá – по романа „El príncipe destronado“
- 1978 Novela – тв сериал, 5 епизода
- 1981 Función de noche – документален
- 1984 Los santos inocentes
- 1986 El disputado voto del señor Cayo
- 1988 El tesoro
- 1990 La sombra del ciprés es alargada
- 1997 Las ratas
- 1998 Una pareja perfecta – по романа „Diario de un jubilado“